# Großarmenien
Als Großarmenien (armenisch: Մեծ Հայք Mets Hayk bzw. Mec Hayk; lateinisch: Armenia Maior oder auch Armenia Magna) wurde in der Geschichte Armeniens der größere östliche Teil Armeniens bezeichnet, das im Altertum vom Kernland Armenien zeitweise bis ans Kaspische Meer reichte. Neben Großarmenien, mit der eigentlichen Bedeutung das größere Armenien („Armenia Maior“), existierte das westlich des oberen Euphrat gelegene Kleinarmenien, wörtlich das kleinere Armenien („Armenia Minor“). Zeitweise, solange die Sophene einen eigenen Staat bildete, war die Bezeichnung Großarmenien noch enger, nämlich unter Ausschluss der Sophene gefasst.
Der Begriff Großarmenien wird auch in Bezug auf das Mittelalter verwendet, wobei mit Kleinarmenien dann das hochmittelalterliche Königreich Armenien in Kilikien gemeint ist, das sich südlich des antiken Kleinarmeniens befand.
Weiter wurden im Mittelalter mit dem Namen Armenia Magna, der sich ebenfalls als Großarmenien übersetzen lässt, oder Armenia Maritima Gebiete auf der Krim bezeichnet, nach den Armeniern, die sich dort nach dem Ende des mittelalterlichen Reiches der Bagratiden in größerer Zahl niedergelassen hatten.

Antikes Großarmenien zur Zeit Tigranes’
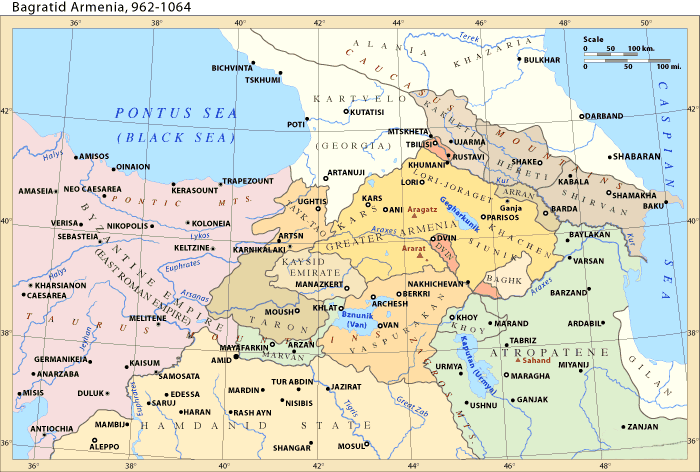
Mittelalterliches Großarmenien unter den Bagratiden
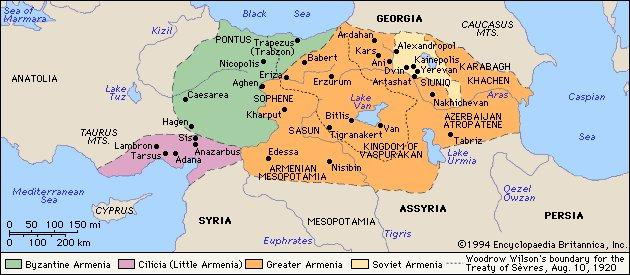
Großarmenien und Kleinarmenien

Der Begriff wird auch als Schlagwort verwendet für ein politisches Konzept vom Ende des 19. Jahrhunderts bis zum Beginn des 20. Jahrhunderts etwa in Bezug auf den „Expansionismus“ des russischen Zarenreiches und den Vertrag von Sèvres bzw. armenischen Nationalismus.

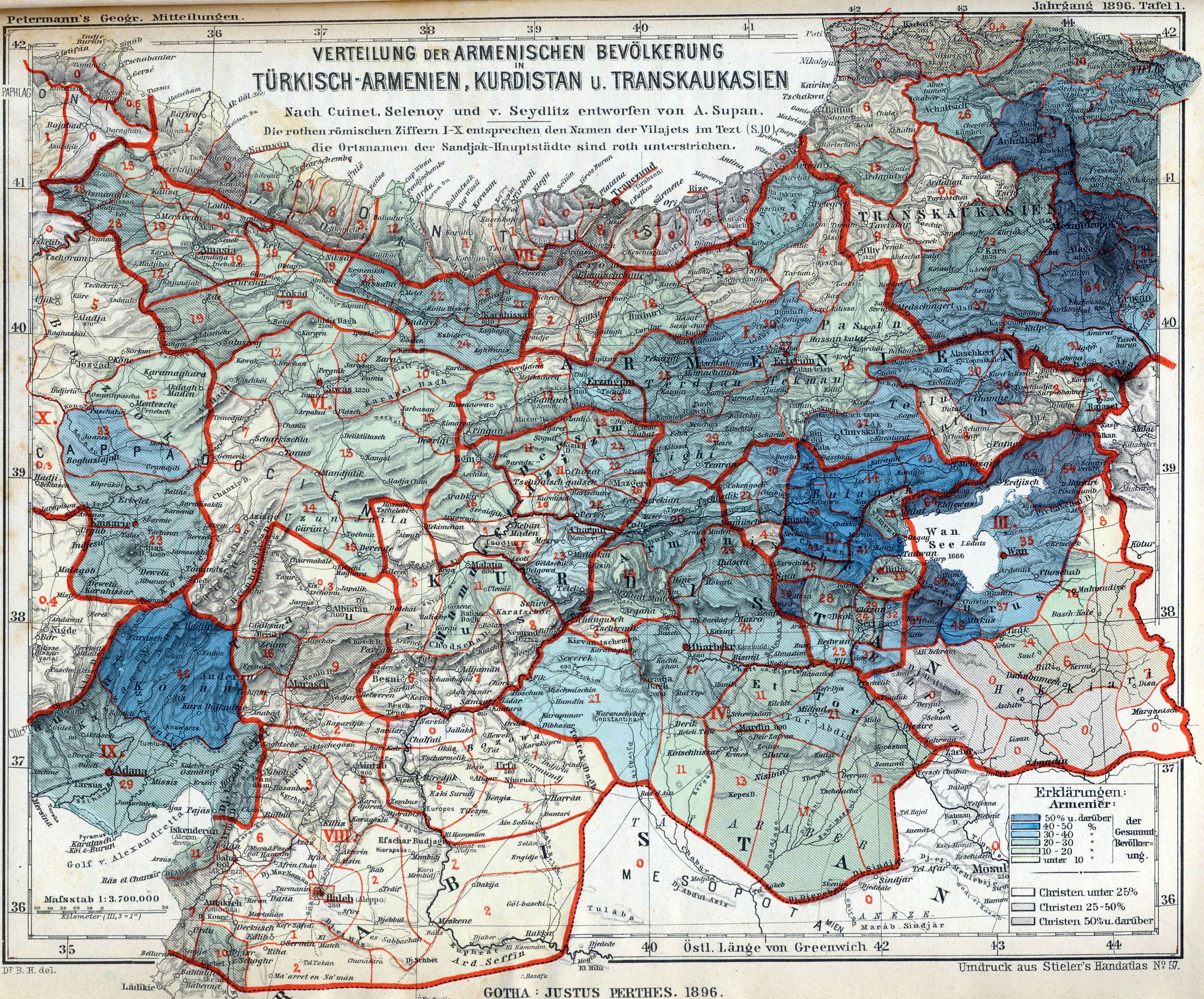
Verbreitung der Armenier vor den Armenier-Massakern 1894/96
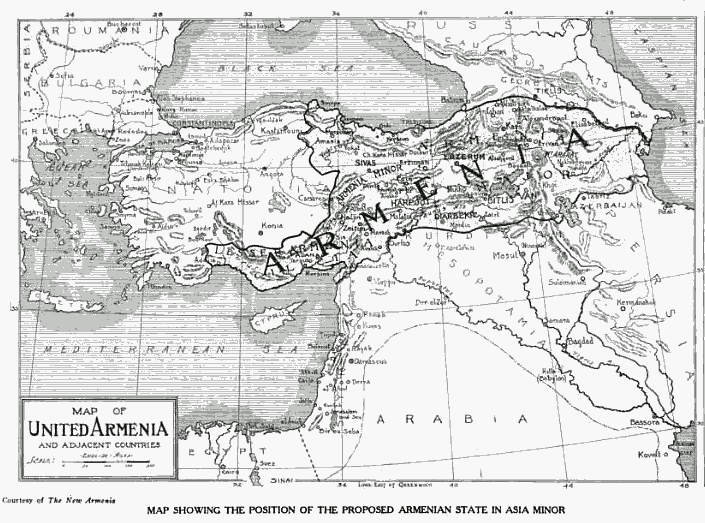
Großarmenien (Konzept 1919) inkl. Kleinarmenien
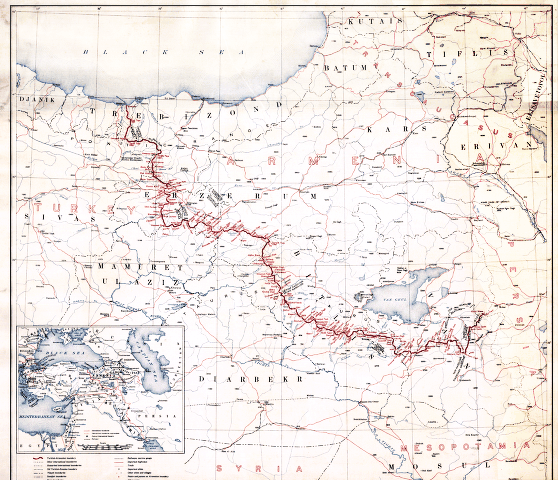
Westgrenze Großarmeniens nach Wilson (1920)